# Tommaso di Sasso
Tommaso di Sasso (né à Messine) était un poète italien actif en Sicile au XIIIe siècle, c'était aussi un poète de l'École sicilienne.

## Œuvre
Tommaso di Sasso a composé deux chants : L'amoroso vedere et D'amoroso paese.